# 謝爾賓卡
55°30′N 37°34′E / 55.500°N 37.567°E
謝爾賓卡（羅馬化：Sherbinka）是俄羅斯莫斯科的一個城市。位於莫斯科中南部。2002年人口28,043人。
14世紀建立，時稱謝爾比尼諾（Щерби́нино）。1975年設市。2012年7月1日起併入莫斯科市。